# Джекі Іванко
Жаклін Марі «Джекі» Іванко (англ. Jacqueline Marie "Jackie" Evancho; нар. 9 квітня 2000, Піттсбург, США) — співачка-сопрано, кіноакторка українського походження. В 10-річному віці стала знаменитою після виступу на телепередачі «Америка має талант». Іванко виступає в жанрі класичного кросовера подібно як Гейлі Вестенра та Сара Брайтман. Уже в ранньому віці вона здобула широке визнання, від 2009 року випустила мініальбом та п'ять альбомів, серед них платиновий та золотий. Три з них увійшли до 10-ки дебютів у рейтингу тижневика Billboard у списку 200 найбільш продаваних музичних альбомів. Джекі навчається вокалу, грає на скрипці та фортепіано.

## Життєпис

### Походження
Прапрабабуся та прапрадідусь Джекі Іванко по лінії батька, у 1910 році приїхали до США із Закарпаття. Родина поселилася в місті Гібсонія (Пенсільванія). Тут у Вільяма і Марії Іванко народилося троє синів і донька, серед них — прадід майбутньої співачки, Джозеф. За вірою родина Іванко була католиками. Джозеф Іванко згодом став успішним інженером-металургом. Батько Майкл — бізнесмен, мати Ліза має предків німецького та італійського походження. Окрім Джекі у подружжя Іванко ще дві дочки і син.

### Ранні роки
У 10-річному віці Джекі Іванко, четвертокла́сниця з передмі́стя Піттсбурга, взяла участь у конкурсі «Америка має талант». Вона співала сопра́нову арію «О, дорогий мій тату» (O mio babbino caro) з опери Джакомо Пуччіні «Джанні Скіккі». Підтвердженням її таланту став випуск альбому «Прелюдія до мрії», що продавався по всьому світу. Вона виступала з Девідом Фостером, співала національний гімн на відкритті сезону бейсбольної ліги Пітсбургських піратів, і з'явилася на телеканалі Служби громадського мовлення, яка має приблизно 350 телевізійних станцій у США.
У листопаді 2010 року Джекі на великій студії звукозапису випустила свій міні-альбом «Свята ніч» (O Holy Night). А в грудні 2010 року американський композитор і диригент Тім Дженіс, який вважає що «Вона просто по-справжньому благословенна феноменальним голосом», залучив Іванко до Новорічного концерту «Американська Різдвяна коляда» (American Christmas Carol) в Карнегі-холі.
У 2010 році під час запалення вогнів Національної ялинки США Джекі з президентом США Бараком Обамою виконала відому композицію Адольфа Адама «Свята ніч».
20 січня 2017 року під час церемонії інавгурації 45-го президента США Дональда Трампа 16-річна співачка Джекі Іванко заспівала гімн Америки.

## Дискографія
З 2009 року було випущено шість великих альбомів співачки, та один міні-альбом. Один з них був визнаний золотим, а другий платиновим.
- 2009 — «Прелюдія до мрії»[en] (Prelude to a Dream)
- 2010 — «Свята ніч» (O Holy Night), (міні-альбом)
- 2011 — «Мрія зі мною» (Dream With Me[en])
- 2011 — «Боже Різдво» (Heavenly Christmas[en])
- 2012 — «Пісні зі срібного екрану» (Songs from the Silver Screen[en])
- 2014 — «Пробудження[en]» (Awakening)
- 2016 — «Колись на Різдво» (Someday at Christmas[en])

## Фільмографія
- 2012 : «Брудні ігри» / (The Company You Keep) — Ізабель, дочка Джима Гранта